# Wong Fei Hung
Wong Fei-hung (traditionell kinesiska: 黃飛鴻, förenklad kinesiska: 黄飞鸿, pinyin: Huáng Fēihóng, Wade-Giles: Hwang Fei-Hung, Kanton-Yale: Wòhng Fēihùhng) född 8 juli 1847 i byn Luk Huern Yan (i närheten av staden Foshan) i Xiqu-området, Nanhai-distriktet i Guangdongprovinsen i Kina, död 25 april 1925, var en kinesisk utövare av kampsport och utövare av traditionell kinesisk medicin som blivit en folkhjälte. Wong Fei-hung är den mest berömda stridskonstutövaren genom tiderna. Hans liv har porträtterats i över hundra filmer genom skådespelare som Kwan Tak-hing, Jackie Chan och Jet Li.

## Biografi
Hans far var Wong Kai-ying, en välkänd Hung Gar-mästare. Wong Fei-hung började sin kung fu-skolning vid fem års ålder. I tonåren var han redan en skicklig och välkänd slagskämpe. Vid ett tillfälle utmanades Wong Fei-hungs far av en kung fu-mästare vid namn Gwan Dai Hung, som var beväpnad med en lång stav. Wong antog utmaningen trots att han bara var 13 år och använde sin Ng Loong Bat-teknik (åtta-diagramstaven) och besegrade motståndaren. Denna händelse var början på Wongs rykte.

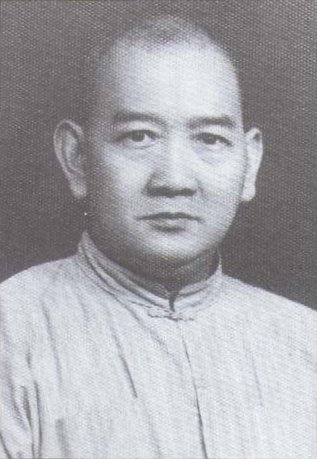
Wong Fei-hungs sjunde brorson, som sägs likna Wong Fei-hung

Wong Fei-hung hann gifta sig fyra gånger under sin livstid. Hans första fru som bar familjenamnet "Law" dog bara några månader efter deras bröllop av en sjukdom. Hans andra fru "Ma" dog strax efter att hon hade fött två söner (Hawn Sum och Hawn Lum). Hans tredje fru dog också efter att ha fött två söner (Hawn Hei och Hawn Hsu). Efter detta sades det att Wong hade otur när det gällde att gifta sig. Han slutade att försöka hitta en fru, men vid ett senare tillfälle gifte han sig med Mok Kwai-lan och den här gången levde hans fru längre än han. Efter hans bortgång flyttade hans fru och hans söner till Hongkong, där hon etablerade en kwoon (träningslokal) som producerade många stora utövare.

## Karriär
Som vuxen lärde han ut kung fu till Guangdongs flotta och Gwangdong-arméns femte regemente. Senare flyttade han till Fujian där han blev general Tong Gin-cheungs högra hand. Tong var en motståndskämpe som slogs mot den förtryckande kinesiska regeringen. När upproret misslyckades återvände Wong Fei-hung till Kwangtung där han lärde ut kung fu och öppnade medicinkliniken "Po Chi Lam" (寶芝林). Wong var inte bara en kung fu-mästare utan också en erkänt duktig medicinalväxtodlare och en av de bästa läkarna i staden. Under slutet av Qingdynastin och under grundandet av Republiken Kina år 1912 så blev Wong Fei-hung utnämnd till huvudinstruktör inom kampkonst för arméns specialstyrkor i Guangdong. Hans elev Lam Tsai-wing flyttade till Hongkong, där han fortsatte sprida Wongs lära.
Wong Fei-hung använde Tid Kiu Sams hästställning och brohand och förenade dem tillsammans med sina egna kunskaper. Med hjälp av Sup Juet Sao (Tio dödliga händer) och Gau Duk Kuen (Nio speciella nävar) utvecklade han Tiger och Trana-formen (Fu Hok Sheung Ying Kuen) och tvåmansformen (Fu Hok Sheung Ying doy dar). Wong var också berömd för sin tigersvansspark och sin skugglösa spark. Det sägs att Wong Fei-hung kom på "Mo Yin Tek" (skugglösa sparken), men faktum är att han lärde den sig av en berömd utövare vid namn Song Ton Fai. Song Tong Fai ville lära sig Wong Fei-hungs Tid Sin Kuen (järntrådens form) så de utbytte kunskaper. Wong utbildade många berömda utövare över åren så som Lian Foon, Ling Wan-gai, Chan Pin-biu, Lam Tsai-wing, Tang Fung, Sui Low-ngan, Sui Low-yuk, Tak Gan-jaw och Luk Jin-gun.
I slutet var Qingdynastin när republiken grundades 1912, blev Wong huvudinstruktör i kampkonst för specialförbanden som leddes av General Lau Wing-fuk i Kanton. Under 1924 blev det uppror mot regeringen, under upproret brändes Wongs affär ner, han förlorade allt i branden. Inte långt därefter dog Wong Fei-hungs son Hawn Sum när han blev skjuten av ett knarkgäng. Efter detta blev Wong Fei-hung sjuk och gick bort.